# تایسوکه موراماتسو
تایسوکه موراماتسو (انگلیسی: Taisuke Muramatsu؛ زادهٔ ۱۶ دسامبر ۱۹۸۹) بازیکن فوتبال اهل ژاپن است.
از باشگاه‌هایی که در آن بازی کرده‌است می‌توان به باشگاه فوتبال شیمیزو اس-پالس و باشگاه فوتبال ویسل کوبه اشاره کرد.
وی همچنین در تیم‌های ملی فوتبال زیر ۲۰ سال ژاپن و زیر ۲۳ سال ژاپن بازی کرده‌است.